# Primno retumenus
Primno retumenus är en kräftdjursart. Primno retumenus ingår i släktet Primno och familjen Phrosinidae. Inga underarter finns listade i Catalogue of Life.